# Élection présidentielle américaine de 1940 au Dakota du Sud
 (décembre 2023).
L'élection présidentielle américaine de 1940 au Dakota du Sud a lieu le 5 novembre 1940 comme dans les 47 autres États qui composent alors les États-Unis. Les électeurs sud-dakotains choisissent des grands électeurs pour les représenter dans le collège électoral à travers un vote populaire. Le Dakota du Sud dispose en 1940 de 4 grands électeurs. L'État donne l'ensemble de ses grands électeurs au candidat du Parti républicain Wendell Willkie. 
Le candidat vainqueur de ce scrutin dans tout le pays sera néanmoins le président sortant Franklin Delano Roosevelt, qui débutera un troisième mandat à la présidence des États-Unis le 20 janvier 1941. 